# Zbigniew Ferczyk
Zbigniew Ferczyk ps. Wiarus (ur. 1 października 1925 w Nowej Wilejce, zm. 6 marca 2021 w Krakowie) – żołnierz ruchu oporu podczas II wojny światowej, działacz opozycji antykomunistycznej w PRL, pracownik Huty im. Lenina w Nowej Hucie.

## Życiorys
Pochodził z rodziny o patriotycznych tradycjach – jego ojciec Józef Ferczyk był żołnierzem II Brygady Legionów Polskich, walczył również w kampanii wrześniowej, a matką Weronika. Po zakończeniu walk w 1939 roku przedostał się do Kielc, gdzie ściągnął żonę Weronikę i syna Józefa.
W Kielcach Józef Ferczyk został fikcyjnie zarejestrowany, co nie uchroniło go jednak do skierowania w 1940 roku do pracy w przemyśle zbrojeniowym. Uciekł do Warszawy, gdzie przez pewien czas trudnił się pracami dorywczymi (m.in. jeździł rikszą). Wobec braku ważnych dokumentów, powrócił do Kielc, gdzie został przyjęty do pracy w Hucie Ludwików. Tam też został wciągnięty do konspiracji, wstępując do Pogotowia Akcji Specjalnych Narodowych Sił Zbrojnych. W szeregach NZS brał udział w akcjach sabotażowych i propagandowych oraz zajmował się magazynowaniem broni. Uczęszczał również na tajne komplety. W 1944 roku, podczas próby przedostania się do jednego z oddziałów partyzanckich, został aresztowany przez Niemców w okolicy Skarżyska-Kamiennej. Uwięziony w tartaku, uciekł z niewoli. Około sierpnia 1944 roku został przyjęty do Oddziału Armii Krajowej „Wybranieccy”, włączonego następnie do 4. Pułku Piechoty Legionów AK. W październiku 1944 roku został zdemobilizowany. Przebywał i pracował w Kielcach, a następnie Częstochowie, by w styczniu 1945 roku powrócić do Kielc, gdzie zwiążał się z Ruchem Oporu Armii Krajowej. Po rozbiciu więzienia w Kielcach przez oddział „Szarego” w sierpniu 1945 roku, wobec nasilających się aresztowań, wyjechał do Szczecina, gdzie pracował jako kasjer w spółdzielni inwalidów, jednocześnie uczęszczając do szkoły średniej. Następnie przeniósł się do Wrocławia, z zamiarem podjęcia studiów. Pracował jako reporter sportowy w redakcji „Słowa Polskiego”, trenował również boks. Ostatecznie w 1953 roku wyjechał do Nowej Huty, aby podjąć pracę w powstającej hucie. W kombinacie pracował do 1983 roku, najpierw w dziale socjalnym, a od 1974 roku – w Dyrekcji Inwestycji. W latach 1972–1974 pełnił funkcję kierownika zakładowego ośrodka wczasowego w Koninkach. Próbował pogodzić pracę zawodową ze studiami wyższymi, ostatecznie ukończył jedynie dwuletnie studium ekonomii i organizacji turystyki Towarzystwa Wiedzy Powszechnej (1970).
W sierpniu 1981 roku był organizatorem NSZZ „Solidarność” w Dyrekcji Inwestycji Huty im. Lenina w Krakowie, pełniąc następnie funkcję przewodniczącego komisji wydziałowej. Podczas stanu wojennego był uczestnikiem strajku w hucie, został również zatrzymany i przez kilka dni przetrzymywany w areszcie na ul. Mogilskiej w Krakowie. Nękany licznymi wezwaniami na przesłuchania, skorzystał z uprawnień kombatanckich i z początkiem 1983 roku przeszedł na emeryturę.
Na emeryturze związał się z powstającą wówczas Parafią Matki Bożej Częstochowskiej na os. Szklane Domy w Krakowie, gdzie włączył się w powstające Duszpasterstwo Hutników. Organizował kolonie, obozy, zimowiska, wycieczki oraz imprezy okolicznościowe dla dzieci hutników. Podczas strajków w 1988 roku włączył się w organizację pomocy dla pracowników Huty. Był również uczestnikiem Międzynarodowej Konferencji Praw Człowieka, która odbyła się w dniach 25-28 sierpnia 1988 roku w kościele św. Maksymiliana Kolbego w Krakowie-Mistrzejowicach. W latach 1983–1989 był rozpracowywany przez krakowską „bezpiekę”.
Po obradach Okrągłego Stołu w 1989 roku włączył się w organizowanie Komitetów Obywatelskich. Był członkiem Małopolskiego Komitetu Obywatelskiego „Solidarność”, a od listopada 1989 roku zasiadał w Prezydium Krakowskiego Komitetu Obywatelskiego. W latach 1990–1994 był radnym Krakowa. Pełnił również funkcję pierwszego Przewodniczącego Sejmiku Samorządowego Województwa Krakowskiego – urzędu utożsamianego z późniejszym marszałkiem województwa. Zasiadał w Radzie Muzeum Armii Krajowej w Krakowie. W 1993 bezskutecznie kandydował w okręgu krakowskim o mandat senatorski z ramienia Bezpartyjnego Bloku Wspierania Reform.
Za swe zasługi został odznaczony m.in. Krzyżem Komandorskim Orderu Odrodzenia Polski (pośmiertnie, 2021), Krzyżem Oficerskim Order Odrodzenia Polski (2008), Złotym Krzyżem Zasługi (2001), Krzyżem Wolności i Solidarności (2015) i Medalem „Dziękujemy za wolność” (2014).
Został pochowany na krakowskim cmentarzu Grębałowskim.